# Olympische Winterspiele 1936/Eiskunstlauf
Bei den IV. Olympischen Winterspielen 1936 in Garmisch-Partenkirchen fanden drei Wettbewerbe im Eiskunstlauf statt. Austragungsort war das Olympia-Eisstadion. Erstmals erfolgte die Wertung durch die Jury öffentlich.

## Bilanz

### Medaillenspiegel
| Platz | Land                   | Gold | Silber | Bronze | Gesamt |
| ----- | ---------------------- | ---- | ------ | ------ | ------ |
| 1     | Österreich             | 1    | 1      | 1      | 3      |
| 2     | Deutsches Reich        | 1    | 1      | –      | 2      |
| 3     | Norwegen               | 1    | –      | –      | 1      |
| 4     | Vereinigtes Königreich | –    | 1      | –      | 1      |
| 5     | Schweden               | –    | –      | 1      | 1      |
| 5     | Ungarn                 | –    | –      | 1      | 1      |

### Medaillengewinner
| Konkurrenz | Gold                      | Silber                    | Bronze                         |
| ---------- | ------------------------- | ------------------------- | ------------------------------ |
| Herren     | Karl Schäfer              | Ernst Baier               | Felix Kaspar                   |
| Damen      | Sonja Henie               | Cecilia Colledge          | Vivi-Anne Hultén               |
| Paare      | Maxi Herber / Ernst Baier | Ilse Pausin / Erik Pausin | Emília Rotter / László Szollás |

## Ergebnisse
- K = Kür
- P = Pflicht
- Pz = Platzziffer
- Pkt. = Punkte

### Herren
| Platz | Land | Sportler           | P  | K  | Pz  | Pkt.  |
| ----- | ---- | ------------------ | -- | -- | --- | ----- |
| 1     | AUT  | Karl Schäfer       | 01 | 01 | 007 | 422,7 |
| 2     | GER  | Ernst Baier        | 03 | 04 | 024 | 400,8 |
| 3     | AUT  | Felix Kaspar       | 05 | 02 | 024 | 400,1 |
| 4     | CAN  | Montgomery Wilson  | 04 | 05 | 030 | 394,5 |
| 5     | GBR  | Graham Sharp       | 02 | 06 | 034 | 394,1 |
| 6     | GBR  | Jack Dunn          | 08 | 03 | 042 | 387,7 |
| 7     | FIN  | Marcus Nikkanen    | 06 | 09 | 054 | 380,7 |
| 8     | HUN  | Elemér Terták      | 09 | 08 | 056 | 379,0 |
| 9     | HUN  | Dénes Pataky       | 07 | 11 | 060 | 374,8 |
| 10    | GBR  | Freddie Tomlins    | 11 | 10 | 077 | 364,2 |
| 11    | AUT  | Leopold Linhart    | 16 | 07 | 080 | 364,2 |
| 12    | USA  | Robin Lee          | 13 | 13 | 080 | 363,0 |
| 13    | USA  | Erle Reiter        | 12 | 17 | 095 | 352,9 |
| 14    | AUT  | Hellmut May        | 14 | 15 | 096 | 354,8 |
| 15    | JPN  | Toshikazu Katayama | 17 | 16 | 108 | 347,4 |
| 16    | GBR  | Geoffrey Yates     | 10 | 20 | 110 | 348,7 |
| 17    | SUI  | Lucian Büeler      | 15 | 21 | 119 | 343,6 |
| 18    | GER  | Günther Lorenz     | 19 | 12 | 119 | 343,5 |
| 19    | ROM  | Roman Turuşanco    | 21 | 14 | 128 | 337,8 |
| 20    | JPN  | Kazuyoshi Oimatsu  | 20 | 19 | 139 | 325,4 |
| 21    | JPN  | Zenjiro Watanabe   | 23 | 18 | 147 | 325,4 |
| 22    | USA  | George Hill        | 18 | 23 | 148 | 325,1 |
| 23    | JPN  | Tsugio Hasegawa    | 24 | 22 | 162 | 314,6 |
| 24    | TCH  | Jaroslav Sadílek   | 22 | 24 | 161 | 305,0 |
| 25    | LAT  | Verners Auls       | 25 | 25 | 175 | 222,6 |

Datum: 9. bis 14. Februar 1936
Am Start waren 25 Eiskunstläufer aus 12 Nationen, so viele wie nie zuvor.
Der Wettbewerb bestand aus der Pflicht und einer fünfminütigen Kür. Die Leistungen wurden von sieben Wertungsrichtern beurteilt. Titelverteidiger Karl Schäfer war zum Abschluss seiner Karriere der große Favorit. Seit 1929 hatte er alle Europameisterschaften und seit 1930 alle Weltmeisterschaften gewonnen. Er wurde der Favoritenrolle gerecht und hatte keine Mühe, sein zweites olympisches Gold zu erlaufen.
Entgegen der Programmierung konnte die Pflicht bereits am 10. Februar beendet werden, wobei der Wetterumschwung mit Kälte und Schneegestöber die Leistungen nicht allzustark zu beeinflussen vermochte, da das Stadion einen guten Windschutz bot. Wenngleich nach der ersten Figur (Wende vorwärts einwärts) Montgomery Wilson einen leichten Vorsprung auf Schäfer herausgearbeitet hatte, zeigte sich bald, dass der Weltmeister überlegen war – im Punkttotal erhielt er durchschnittlich 5,6 (Höchstnote 6,0), Wilsons Durchschnitt war 5,4, jener von Sharp 5,3 und der von Baier 5,2. Dies ergab vor der Kür den Zwischenstand Schäfer 250,9 vor Wilson (237,9), Sharp (237,7), Baier (237,0), Kaspar (234,1); der Schweizer Lucian Büeler hatte 211,3 Punkte und nahm Rang 14 ein, auf Rang 15 war Hellmut May mit 211,0 Punkten.
Schäfer gewann die Konkurrenz letztlich mit größerer Sicherheit als an den kurz zuvor stattgefundenen Europameisterschaften in Berlin. Während sich im Paarlaufen und auch bei der Damenkonkurrenz die Besten in der Leistung kaum unterschieden hatten, holte sich der Wiener den Titel in einer Manier, an der es nichts zu diskutieren gab. Er war in der Eleganz und Ausführung immer noch unerreicht. Kleinere, unbedeutende Fehler dürften eher auf das Konto des spröden Eises, das anderen Läufern zum Verhängnis wurde und einige Stürze verursacht hatte, zu buchen sein.
Dahinter ging es deutlich knapper zu. Der Lokalmatador Ernst Baier, der seine größten Erfolge im Paarlauf feierte, gewann die Silbermedaille, 0,7 Punkte vor dem zweiten Österreicher Felix Kaspar, der im Jahr darauf die Nachfolge Schäfers antreten sollte. Der Deutsche war sowohl in der Pflicht als auch Kür etwas zu hoch bewertet worden, zumal er an bisherigen Welt- und Europameisterschaften seine Kür bedeutend besser gelaufen war. Kaspar präsentierte sich als der kühnste Springer mit Axel, Rittberger (darunter einer mit doppelter Drehung) und Mondsprüngen; er sprang mit derartiger Wucht, dass es vom Auf- und Absprung tiefe Spuren im Eis gab, die ausgebessert werden mussten.
Wilson, der vier Jahre zuvor die Bronzemedaille gewonnen hatte, wurde Vierter. Dahinter platzierten sich die Briten Graham Sharp und Jack Dunn. Letzterer hinterließ einen starken Eindruck, womit er sich noch im Klassement hatte nach vorne arbeiten können. Elemér Terták trat unter dem Pseudonym Tardonvlvy an. Günther Lorenz, im Vorjahr noch als Junior gestartet, konnte als zweiter Deutscher gut gefallen; er verriet die Schule seines Landsmannes Baier.
Die Japaner waren den Läufern der „alten Welt“ noch nicht gefährlich geworden, weder in der Pflicht noch Kür. Sie liefen zum Teil ausgezeichnet nach Musik, ihre Stärke waren die gut zentriert gesetzten Pirouetten. Da sie erst nach den Spielen vor vier Jahren ernsthaft mit dem Kunstlauf begonnen hatten, hatten sie es bereits zu einem überraschenden Durchschnitt gebracht. Als Lehrmeister gelten die Kunstläufer des Westens, die sie in Filmen ansehen und studieren konnten, wodurch man bei ihnen naturgemäß kaum neue Figuren oder Kombinationen sah.
Lucian Büeler war der nächste Starter nach Schäfer. Der Schweizer lief im flüssigen Tempo und erhielt einen ziemlich hohen Durchschnitt von je 4,5 Punkten. Verners Auls, der im Durchschnitt nur auf drei Punkte kam, landete auf dem letzten Platz.

### Damen
| Platz | Land | Sportlerin              | P             | K             | Pz            | Pkt.          |
| ----- | ---- | ----------------------- | ------------- | ------------- | ------------- | ------------- |
| 1     | NOR  | Sonja Henie             | 01            | 01            | 07,5          | 424,5         |
| 2     | GBR  | Cecilia Colledge        | 02            | 02            | 13,5          | 418,1         |
| 3     | SWE  | Vivi-Anne Hultén        | 04            | 04            | 028           | 394,7         |
| 4     | BEL  | Liselotte Landbeck      | 03            | 06            | 032           | 393,3         |
| 5     | USA  | Maribel Vinson          | 06            | 07            | 039           | 388,7         |
| 6     | AUT  | Hedy Stenuf             | 08            | 03            | 040           | 387,6         |
| 7     | AUT  | Emmy Putzinger          | 09            | 04            | 049           | 381,8         |
| 8     | GER  | Victoria Lindpaintner   | 07            | 10            | 051           | 381,4         |
| 9     | AUT  | Grete Lainer            | 10            | 11            | 065           | 373,4         |
| 10    | JPN  | Etsuko Inada            | 13            | 09            | 077           | 368,1         |
| 11    | GBR  | Mollie Phillips         | 12            | 12            | 078           | 366,2         |
| 12    | USA  | Audrey Peppe            | 18            | 08            | 085           | 363,3         |
| 13    | SUI  | Angela Anderes          | 15            | 16            | 101           | 355,4         |
| 14    | AUT  | Bianca Schenk           | 16            | 14            | 102           | 356,4         |
| 15    | HUN  | Éva von Botond          | 11            | 17            | 106           | 356,1         |
| 16    | GBR  | Belita Jepson-Turner    | 14            | 18            | 107           | 352,6         |
| 17    | TCH  | Věra Hrubá              | 20            | 13            | 111           | 353,3         |
| 18    | BEL  | Yvonne de Ligne         | 19            | 15            | 118           | 348,2         |
| 19    | SUI  | Hertha Frey-Dexler      | 17            | 19            | 129           | 345,4         |
| 20    | TCH  | Fritzi Metznerová       | 21            | 21            | 141           | 339,2         |
| 21    | USA  | Louise Weigel           | 22            | 20            | 140           | 336,4         |
| 22    | USA  | Estelle Weigel          | 23            | 22            | 151           | 324,5         |
| 23    | LAT  | Alise Dzeguze           | 24            | 23            | 161           | 280,9         |
|       | GBR  | Gweneth Butler          | 05            | zurückgezogen | zurückgezogen | zurückgezogen |
|       | CAN  | Constance Wilson-Samuel | zurückgezogen | zurückgezogen | zurückgezogen | zurückgezogen |
|       | NOR  | Nanna Egedius           | zurückgezogen | zurückgezogen | zurückgezogen | zurückgezogen |

Datum: 11. bis 15. Februar 1932
Seit Wochen waren selbst für die höchsten Preise keine Eintrittskarten mehr für diese Veranstaltung verfügbar gewesen. Sonja Henie, die seit neun Jahren keinen Wettbewerb mehr verloren hatte, gewann ihren dritten Olympiatitel in Folge, eine bis heute (2018) unerreichte Leistung im Eiskunstlauf der Damen. Im Herrenbereich war dieses Kunststück nur dem Schweden Gillis Grafström bei den Olympischen Spielen 1920, 1924 und 1928 gelungen.
Die 15-jährige Britin Cecilia Colledge gewann die Silbermedaille in eindrucksvoller Manier. Sie hatte kurz zuvor bei den Europameisterschaften als erste Frau einen doppelten Sprung, einen Doppel-Salchow gezeigt und hatte auch die Waagepirouette (Camel Spin) und die Himmelspirouette (Layback Spin) erfunden.
Nach den Pflichtfiguren lagen Henie und Colledge nur drei Punkte auseinander. Sandra Stevenson berichtet in ihrem Artikel in The Independent am 21. April 2008 folgendermaßen davon: „…die Knappheit erzürnte Henie, die, als das Resultat für diesen Abschnitt an der Wand des Teilnehmerbereichs angeschlagen wurde, das Papierstück nahm und in kleine Stücke zerriss. Die Auslosung für die Kür kam dann unter Verdacht, da Henie als letzte Starterin die beste Position hatte, während Colledge schon als Zweite von 26 Starterinnen antreten musste. Dieser frühe Start wurde als Nachteil gesehen, da das Publikum noch nicht im Rhythmus eines Beifallssturmes war und die Punktrichter bekanntermaßen großzügiger mit der Vergabe von höheren Bewertungen wurden, je länger der Wettbewerb andauerte. Jahre später wurde eine gerechtere, gestaffelte Auslosung eingeführt, um dieser Tatsache entgegenzuwirken.“
Als erste Läuferin bei der Kür kam die Schweizerin Hertha Frey-Dexler aufs Eis, die einen hübschen, fließenden Vortrag ablieferte, der jedoch technisch verbesserungswürdig schien. Colledge in einem Silber-Lamé-Kleid zeigte all das, was es an Schwierigkeiten gab, wirkte aber etwas nervös. So musste sie nach einem Salchow mit einer Hand den Boden leicht berühren. Doch insgesamt war es eine ausgeglichene Leistung, vielleicht hätte besonders die Platzverteilung noch besser sein können. Jepson-Turner stürzte gleich zu Beginn bei einem Dreiersprung. Die österreichische Meisterin Putzinger brachte eine flüssige und harmonische Leistung; wenngleich die großen Schwierigkeiten fehlten, schien die Leistung etwas unterbewertet. Das Programm der Schweizerin Anderes war schön, doch hätte es besser durchgearbeitet sein können. Die Kür der deutschen Meisterin Lindpaintner war gut aufgebaut, die Pirouetten konnten außerordentlich gefallen, nur die Sprünge hätten etwas weicher aufgesetzt sein müssen. Die Pflichtfünfte Butler konnte wegen Erkrankung nicht teilnehmen.
Der zweite Höhepunkt nach Colledge war die Darbietung der Wienerin Stenuf, bei der alle Sprünge saßen, die Pirouetten mit großem Schwung gedreht waren und ein großartiges musikalischen Empfinden festzustellen war. Großen Beifall löste auch Etsuko Inada aus, wenngleich ihre Leistung noch nicht reif war, was man von einer Elfjährigen auch nicht verlangen konnte. Höchste Kunst verriet dann die Kür von Vivi-Anne Hultén. Die Eleganz ihrer Bewegungen war nicht leicht zu übertreffen, ihr Laufstil war von leicht tänzerischem Einschlag begleitet. Nur die Schwierigkeiten des Programms stellten nicht das Höchsterreichbare dar. Sie errang mit Bronze die bis heute (Februar 2018) letzte olympische Medaille im Eiskunstlauf für Schweden. Maribel Vinson lief technisch gut, jedoch etwas überhastet; wenngleich es bei ihren Pirouetten zu Wiederholungen kam, war die Gesamtleistung eindrucksvoll.
Henie, die ein violettes Seidenkleid trug, gewann die Kür deutlich. Sie zeigte, dass sie noch immer unerreichbar war. Zwar begann sie etwas nervös und verkrampft, fand sich aber schnell und fesselte die Zuschauer bis zum Schluss. Ihre Mond-Kombination, die weich aufgesetzten Sprünge, die mit Schwung ausgeführten Pirouetten, die Körperhaltung, all das konnte nur von ihr gegeben werden.

### Paare
| Platz | Land | Paar                                       | Pz    | Pkt. |
| ----- | ---- | ------------------------------------------ | ----- | ---- |
| 1     | GER  | Maxi Herber / Ernst Baier                  | 011,0 | 11,5 |
| 2     | AUT  | Ilse Pausin / Erik Pausin                  | 019,5 | 11,4 |
| 3     | HUN  | Emília Rotter / László Szollás             | 032,5 | 10,8 |
| 4     | HUN  | Piroska Szekrényessy / Attila Szekrényessy | 038,5 | 10,6 |
| 5     | USA  | Maribel Vinson / George Hill               | 046,5 | 10,4 |
| 6     | CAN  | Louise Bertram / Stewart Reburn            | 068,5 | 09,8 |
| 7     | GBR  | Violet Cliff / Leslie Cliff                | 056,5 | 10,1 |
| 8     | GER  | Eva Prawitz / Otto Weiß                    | 074,5 | 09,5 |
| 9     | ITA  | Anna Cattaneo / Ercole Cattaneo            | 093,0 | 09,1 |
| 10    | GBR  | Rosemarie Stewart / Ernest Yates           | 102,5 | 09,0 |
| 11    | USA  | Grace Madden / J. Lester Madden            | 095,0 | 09,1 |
| 12    | CAN  | Audrey Garland / Fraser Sweatman           | 105,0 | 08,7 |
| 13    | ROM  | Irina Timcic / Alfred Eisenbeisser         | 102,0 | 09,0 |
| 14    | AUT  | Eleanore Bäumel / Fritz Wächtler           | 113,0 | 08,8 |
| 15    | NOR  | Randi Bakke / Christen Christensen         | 132,5 | 08,2 |
| 16    | BEL  | Louise Contamine / Robert Verdun           | 138,5 | 08,2 |
| 17    | LAT  | Hildegarde Švarce / Eduards Gešels         | 149,0 | 07,5 |
| 18    | EST  | Helene Michelson / Eduard Hiiop            | 161,0 | 06,8 |

Datum: 13. Februar 1936
Der Wettbewerb bestand aus einer fünfminütigen Kür. Die Leistungen wurden von acht Wertungsrichtern, davon eine Dame, beurteilt. Diese war eine Finnin und wertete strenger als ihre Kollegen – wenn diese zur 5 oder gar 6 griffen, nahm sie 4,5. Einmal wurde sie ausgepfiffen, als sie die Kanadier Bertram/Reburn nur mit 3,5 einschätzte (die Herren hatten 4,9 bis 5,3 gezogen). Unter den 18 angetretenen Paaren befanden sich fünf Geschwisterpaare. Es fehlte das Schweizer Paar (Pierette und Paul Dubois), die in diesem Jahr erstmals Schweizer Meister geworden waren. Aber als dieses Ergebnis feststand, war die Anmeldefrist für die Olympischen Spiele bereits verstrichen.
Maxi Herber und Ernst Baier wurden vor heimischen Publikum Olympiasieger. Baier hatte bereits im Einzellauf die Silbermedaille gewonnen, womit er nur einer von zwei Sportlern ist (und der einzige Mann), der bei ein und denselben Olympischen Spielen zwei Medaillen im Eiskunstlauf gewinnen konnte, sowohl im Einzellauf wie auch im Paarlauf. Die Silbermedaille ging an die Österreicher Ilse und Erik Pausin, Bronze wie vier Jahre zuvor an die Ungarn Emília Rotter und László Szollás.
Bis auf Erik Pausin, der das eventuelle Risiko einer Missdeutung durch die Jury eingegangen und in einem marineblauen Sakko angetreten war (allerdings war dies auch passender, denn seine Schwester trug ein himmelblaues Kostüm), traten die übrigen 17 Herren in Schwarz an. Fast die Hälfte hatte sich Walzer von Johann Strauss (Sohn) ausgesucht. Auch wenn viermal die „Frühlingsstimmen“ zu hören waren, so wirklich frühlingsstimmenhaft klang es nur beim Wiener Paar Pausin. Ausnahmen bildeten das deutsche Meisterpaar Baier/Herber mit einer eigenen Tonuntermalung, die sich wie eine kurze sinfonische Schöpfung anhörte und exakt auf den Vortrag abgestimmt war. Die Kanadier Bertram/Reburn hatten einen schwermütigen Tango gewählt.
Vier der 16 Paare stachen hervor: die Europameister Herber-Baier, die Wiener Geschwister Pausin sowie die ungarischen Paare Rotter/Szollás und Szekrényessy. Der letztes Jahr von Herber-Baier initiierte Stil, der auf Akrobatik in den Lüften verzichtet, dafür das Programm durch schwierige zusammen gelaufene Schrittkombinationen sowie getrennt gelaufene schwierige Figuren bereichert, wirkte stimulierend. Es waren auf österreichischen Antrag neue Bestimmungen in die Wettkampfordnung aufgenommen worden, nach denen längeres Verlassen des Eises durch den Eigenpartner ohne eigene Kraft nicht gestattet war, und sämtliche Paare hielten sich an diese Neuerungen.
Das US-Paar Vinson/Hill verkörperte wie Herber/Baier zwei hervorragende Einzelläufer, die auch in der Einzelkonkurrenz starteten. Sie liefen zwar das schwierigste Programm mit einzeln gesprungenen Axeln, Rittbergern, Salchows und Pirouetten, doch vermochten sie in der Reinheit der Ausführung und im Zusammenspiel lange nicht an die vier Spitzenpaare heranzureichen. Sie wurden in der Ausführung mit einem Durchschnitt von 4,8 zu hoch eingestuft.